# Echo maxima
Echo maxima là loài chuồn chuồn trong họ Calopterygidae. Loài này được Martin mô tả khoa học đầu tiên năm 1904.